# Echinocystis
Echinocystis es un género con 37 especies de plantas con flores perteneciente a la familia Cucurbitaceae. 

## Especies seleccionadas
| - Echinocystis araneosa - Echinocystis australis - Echinocystis bigelovii - Echinocystis bigelowii | - Echinocystis brandegei - Echinocystis cirrhopedunculata - Echinocystis cirrhopedunculatus - Echinocystis coulteri |

## Sinonimia
- Hexameria, Micrampelis